# نو (اسطوره شناسی)
آشفتگی ازلی کیهان و اقیانوس ازلی، نون (Noun) یا نو (Nu) نام دارد که پیش از آفرینش، نطفهٔ همه چیز و همهٔ موجودات زنده را پدید می‌آورد. در نوشته‌ها، او را پدر ایزدان نامیده‌اند، اما او پنداری کاملاً غیر ملموس بود و پرستش گاه یا پرستنده‌ای نداشت. گاه او را به گونهٔ شخصیتی تصویر کرده‌اند که تا کمر در آب جهیده و دست‌هایش را بالا گرفته تا ایزدانی را که از سوی او فرمان یافته‌اند، نگاه دارد.